# Epicòtil

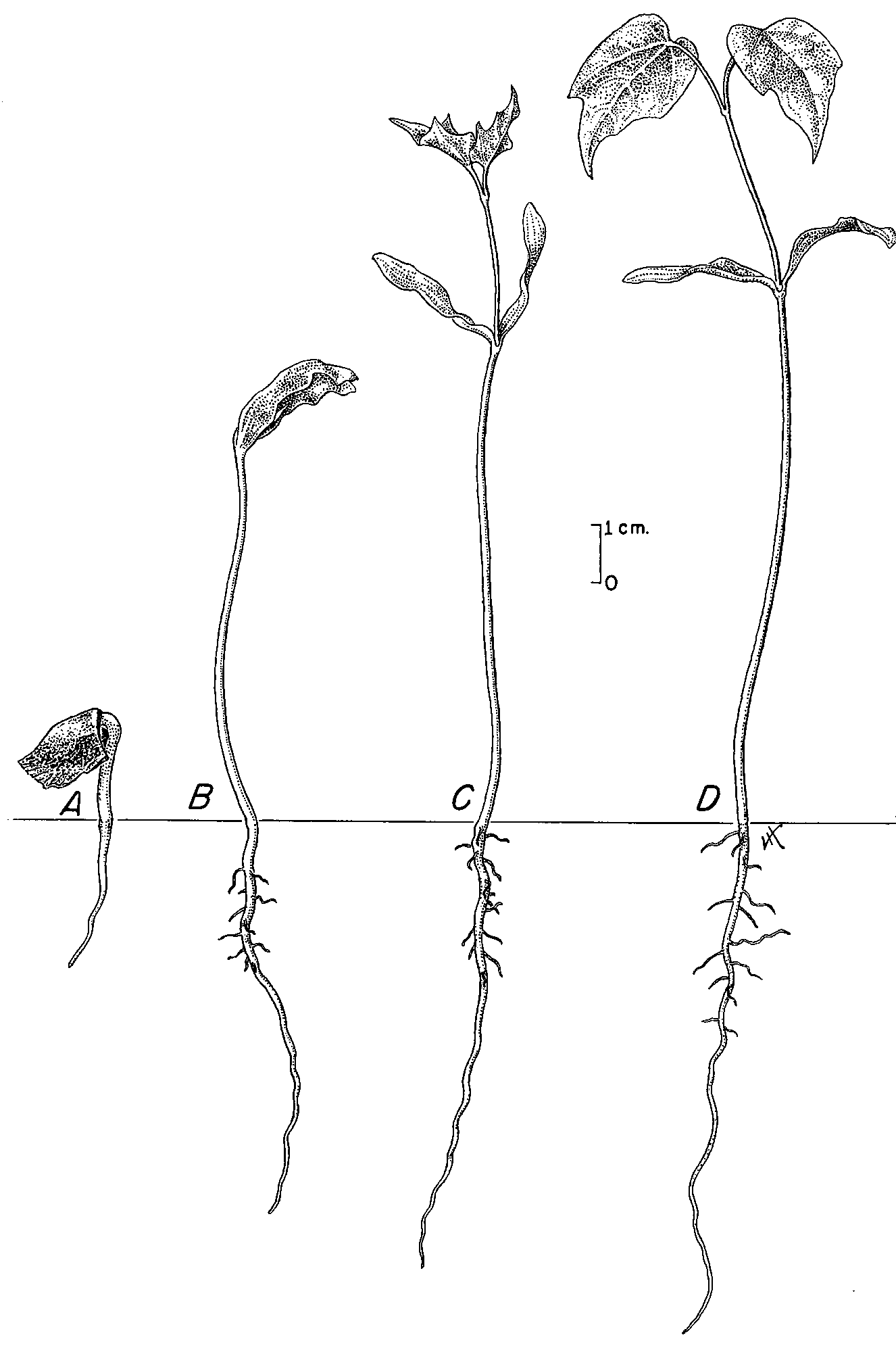
Esquema d'una plàntula d'auró mostrant l'hipocòtil i l'epicòtil.

L'epicòtil en fisiologia vegetal és el brot de l'embrió per sobre dels cotilèdons És el primer entrenus de la planta.
El terme va ser introduït per Charles Darwin i deriva del grec "epi" 'per sobre' i "kotyle" 'cavitat'. En la majoria de les plantes l'epicòtil finalment es desenvoluparà formant les fulles de la planta. En les plantes dicotiledònies és l'hipocòtil el que sembla la base de la tija sota els cotilèdons i aquests acabaran marcint-se i el brot que queda per sobre és l'epicòtil. En les plantes monocotiledònies el primer brot que emergeix de la terra, o des de la llavor, és l'epicòtil, del qual emergeixen els primers brots i les fulles.
L'allargament de l'epicòtil es creu que està controlat pels fotoreceptors del fitocrom.